# زجاج معماري

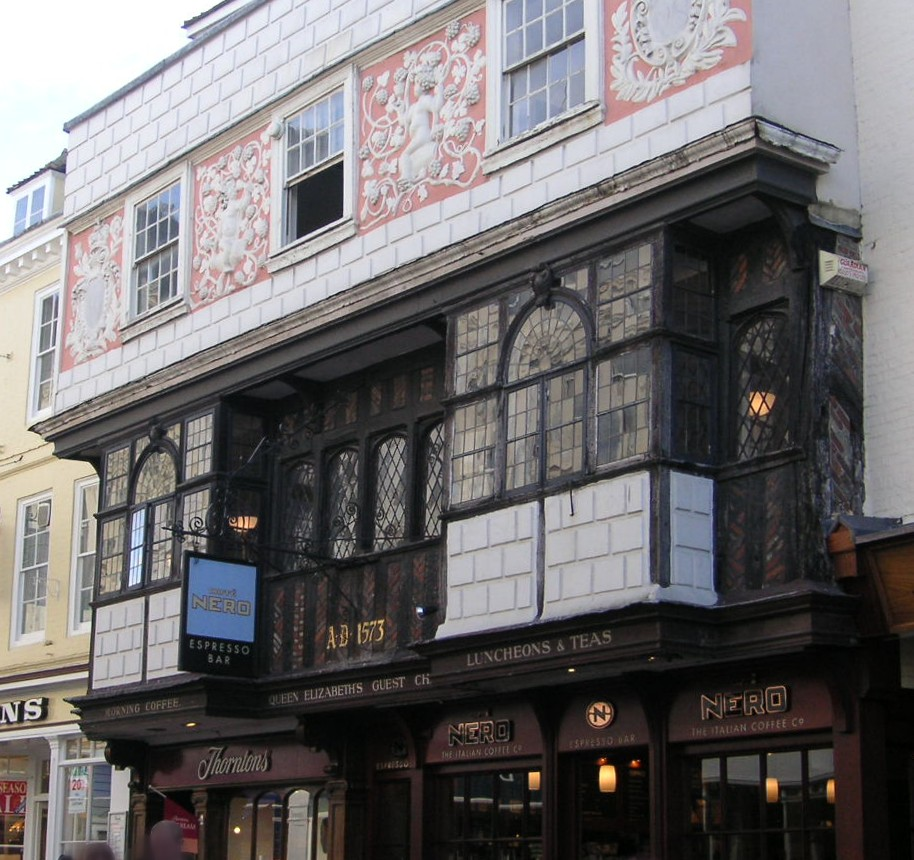

الزجاج المعماري هو زجاج يستخدم كمادة بناء، ويُستخدم عادةً كمادة زجاجية شفافة في محيط المبنى بما في ذلك النوافذ في الواجهات الخارجية. يُستخدم الزجاج في الواجهات الداخلية ويُستخدم أيضًا كبروز معماري. عندما يستخدم الزجاج في المباني غالبًا ما يكون من النوع الآمن، والذي يتضمن زجاج مُدعَّم، مُصلَّب ومُصفَّح.

## صبّ الزجاج
هي عملية يتم فيها صبّ الأجسام الزجاجية من خلال توجيه الزجاج المَصْهُور في قالب حيث يَتَصلَّب، تُستخدم هذه العملية منذ زمن الفراعنة. يَتَشكَّل الزجاج المصبوب الحديث من خلال مجموعة متنوعة من العمليات مثل: الصَّب بالفرن أو الصَّب في قوالب من الرمل، الجرافيت أو المعدن. بدأت النوافذ الزجاجية المصبوبة -وإن كانت ذات خصائص جمالية سيئة- في الظهور في أهم المباني في روما وفي معظم الڤيلات الفخمة في هيركلانيوم (مدينة رومانية قديمة) وبومبي.

## الزُّجاج التاجي
أسلوب الزُجاج التاجي هو أحد الأساليب المُبَكِّرة في صناعة النوافذ الزجاجية. يتم عمل فتحة في الزجاج الساخن المنفوخ من الجهة المقابلة للأنبوب ويُقطع الزجاج في الجهة المقابلة للأنبوب، ثم يُشكَّل بشكل سريع على الطاولة قبل أن يبرد.
تقوم قوة الطرد المركزي بتشكيل الكرة الزجاجية الساخنة إلى لوح مسطح مستدير، عندئذٍ يُقطع اللوح عن الأنبوب وتَقْليمُه لتشكيل نافذة مستطيلة تناسب الإطار.
في مركز جزء من الزجاج التاجي تظل بقايا سميكة من عنق الزجاجة الأصلي موجودة، وتُسمى بولزاي "bullseye". يمكن تقليل التَّشوُّه البصري الناتج عن البولزاي عن طريق جَلْخ الزجاج.
تَطوُّر نوافذ الدايبَر المشبكة (diaper lattecid windows) كان بسبب ثلاثة ألواح زجاجية منتظمة على شكل معينات، والتي يمكن قطعها بشكل مريح من قطعة من الزجاج التاجي بأقل فائض وأقل تَشوُّه.
طريقة تصنيع الألواح الزجاجية المسطحة كانت مكلفة ولا يمكن استخدامها لصنع ألواح زجاجية كبيرة الحجم. استُبدلت في القرن التاسع عشر بعمليات الصفائح الأسطوانية، الصفيحية والمُدَلفَنة، ولكنها ما زالت تستخدم في البناء التقليدي وعمليات الترميم.

## أسطوانة الزجاج
في عملية التصنيع هذه يُنفخ الزجاج في قالب أسطواني حديدي. تُقطع نهايتي الأسطوانة ويُقطع الجانب السفلي منها، ثم توضع الأسطوانة المقطوعة في الفرن حيث تُبسط لتصبح صفائح زجاجية مسطحة.

## الصفائح الزجاجية المرسومة (عملية فوركولت)
تُصنع الصفائح الزجاجية الملونة من خلال غَمْس حزام في حوض من الزجاج المصهور ثم يُسحب الحزام بشكل مستقيم إلى الأعلى حيث يَتَصلَّب شريط من الزجاج خارج الحوض، تُسمى هذه العملية بِعملية فوركولت (Fourcault process). هذا الشريط الذي سُحب إلى أعلى مُعلَّق باستمرار من قبل جرارات من كلا الطرفين أثناء تبريده.
على ارتفاع 12 متر يُقطع الشريط الزجاجي العمودي ويُقلَب من أجل المزيد من القَطِع. هذا الزجاج نقي لكنه يحتوي على تباين في السماكة؛ بسبب التغيرات الصغيرة في درجات الحرارة خارج الحوض أثناء تَصلُّبه. تُسبب هذه التباينات خطوطًا من التَّشَوهات الطفيفة. هذا الزجاج قد لا يزال يُرى في المنازل القديمة. استُبدِلَت هذه العملية بِالزجاج المصقول (Float glass).

## صفائح الزجاج المصبوب
طَوَّرها جايمس هارتليدسي (James Hartledsay) في عام 1848. يُؤْخَذ الزجاج من الفرن بواسطة مغرفات حديدية كبيرة الحجم والتي تُحْمَل على رافعات التي تعمل على قضبان علوية، يُلقى الزجاج من المغرفة على سرير الصَّب الحديدي إلى طاولة الطّي ويُطوى إلى صفيحة باستخدام اسطوانة حديدية. هذه العملية شبيهة للعملية التي تستخدم في صناعة صفيحة الزجاج ولكن على مقياس أصغر.
تُقَلَّم الصفيحة تقريبًا بينما تكون ساخنة وناعمة؛ لإزالة الأجزاء الصغيرة من الزجاج التي تم إفسادها بسبب الاتصال المباشر مع المغرفة، والصفيحة التي لا تزال طرية تُدفع إلى أسفل فوهة نفق التَّلدين المفتوحة أو إلى فرن يتم التحكم بدرجة حرارته ويسمى lehr، ويتم حمله بواسطة نظام بكرات.

## صفائح الزجاج المُشذَّب
تبدأ عملية صفائح الزجاج المُشذَّب بِصفائح الزجاج المدلفن أو الورقية. هذا الزجاج غير دقيق الأبعاد وعادةً يُشكِّل تَشوُّهات بصرية. الأجزاء الخشنة كانت مسطحة ثم صُقلت بشكل واضح، كانت هذه عملية مكلفة نوعًا ما.
قبل عملية الصَّقل كانت المرايا عبارة عن ألواح زجاجية كالصفائح الزجاجية لديها تشوهات بصرية مشابهة للتي توجد في الملاهي.

## الزجاج المصقول
90% من الزجاج المصقول في العالم يُنتج عن طريق عملية الزجاج المصقول. أوجدها السير أليستر بيلكينغتونAlastair Pilkington)) عام 1950 من زجاج بيلكينجتون(Pilkington Glass)، حيث يتم سكب الزجاج المصهور على طرف واحد من حمَّام القصدير المنصهر. يطفو الزجاج على القصدير، ويتدفق إلى الخارج أثناء انتشاره على طول الحمَّام، مما يعطي وجهًا ناعمًا لكلا الجانبين.
يَبْرد الزجاج ويتصلب ببطء أثناء انتقاله فوق القصدير المنصهر ويخرج من حمَّام القصدير على شكل شريط مستمر. يتم بعد ذلك تسخين الزجاج عن طريق التبريد في فرن يُسمى lehr. المنتج النهائي يحتوي على أسطح متوازية شبه مثالية.
يحتوي جانب الزجاج الذي كان على اتصال بالقصدير على كمية صغيرة جدًا من القصدير المطمور في سطحه. هذه الجودة تجعل من السهل طلاء هذا الجانب من الزجاج لتحويله إلى مرآة، إلا أن هذا الجانب أكثر نعومة وأسهل للخدش.
يتم إنتاج الزجاج بسمك متري قياسي يبلغ 2، 3، 4، 5، 6، 8، 10، 12، 15، 19 و25 مم، مع كون 10 ملم من أكثر المقاسات شعبية في الصناعة المعمارية.
سوف ينتشر الزجاج المصهور العائم على القصدير في غلاف من النيتروجين/الهيدروجين بسمك حوالي 6 مم ويتوقف بسبب توتر السطح. يتكون الزجاج الأرَّق عن طريق مد الزجاج بينما يطفو على الصفيح ويبرد. وبالمثل، يتم دفع الزجاج السميك للخلف ولا يُسمح له بالتمدد لأنه يبرد على القصدير.

## الزجاج المنشور
الزجاج المنشور هو الزجاج المعماري الذي يكسر الضوء. تم استخدامه بشكل متكرر في نهاية القرن العشرين لتوفير الضوء الطبيعي للمساحات تحت الأرض والمناطق البعيدة عن النوافذ. يمكن العثور على الزجاج المنشور على الأرصفة، حيث يُعرف باسم إضاءة القبو وفي النوافذ، الجدران والمظلات، حيث تُعرف باسم بلاطات المنشور، وكذلك المنشورات على سطح السفينة، والتي كانت تستخدم لإضاءة المساحات أسفل سطح السفينة على متن السفن الشراعية. يمكن أن تكون مزينة للغاية. صمم فرانك لويد رايت (Frank Lloyd Wright) أكثر من أربعين تصميما مختلفا لبلاطات المنشور.
تتم إضاءة المناشير المعمارية الحديثة بشكل عام باستخدام فيلم بلاستيكي مثبت على زجاج النوافذ العادية.

## طُوب زُجاجيّ
تعتبر الكتلة الزجاجية، والمعروفة أيضًا بالطوب الزجاجي، عنصرًا معماريًا مصنوعًا من الزجاج المستخدم في المناطق التي يُرغب بتحقيق الخصوصية فيها أو الإخفاء البصري مع توفير الضوء، مثل مواقف السيارات تحت الأرض، والحمامات، وحمامات السباحة العامة.
تم تطوير الطوب الزجاجي في الأصل في أوائل القرن العشرين لتوفير الضوء الطبيعي في المصانع الصناعية.